# Robin Hood (canción)
Robin Hood es el cuarto sencillo del grupo español Los Pekenikes y el primero en extraerse de su segundo álbum, Los Pekenikes II (1966). El grupo sigue abundando en los instrumentales con este épico Robin Hood, que llegó a ser utilizado en la primera secuencia de la película Muertos de risa (1999), precisamente ambientada en los años 70, época en la que la música del grupo era popular.
La portada del sencillo presenta la peculiaridad de que no figuran los nuevos miembros, sino solo los cinco iniciales, lo que puede indicar que todavía no se habían incorporado los nuevos miembros del grupo. Esto nos lleva a la duda, demasiado habitual, de quién toca qué instrumentos.
La cara B la ocupa Felices ´20.

## Miembros
- Alfonso Sainz - Saxo.
- Lucas Sainz - Guitarra española.
- Ignacio Martín Sequeros - Bajo eléctrico.
- Félix Arribas: Batería; aunque figura como titular F. Arribas, se ha insinuado que no intervino en la grabación.[1]
- Tony Luz - Guitarra eléctrica.
- Trompeta, trombón y flauta: sin acreditar. Pudiera ser que ya fueran los nuevos miembros Vicente Gasca y Pedro Luis García, pero no hay referencias.
- Piano y clave: sin acreditar; tal vez, Waldo de los Ríos.